# Râul Potârnichea, Vameș
Râul Potârnichea este un curs de apă, afluent al râului Vameș.